# Kaszubskie Klify
Kaszubskie Klify este o arie protejată (sit de importanță comunitară — SCI) din Polonia întinsă pe o suprafață de 227,61 ha, integral pe uscat.

## Localizare
Centrul sitului Kaszubskie Klify este situat la coordonatele 54°49′07″N 18°21′10″E / 54.8185°N 18.3529°E.

## Înființare
Situl Kaszubskie Klify a fost declarat sit de importanță comunitară în octombrie 2009 pentru a proteja 1 specie de animale.

## Biodiversitate
Situată în ecoregiunea continentală, aria protejată conține 9 habitate naturale: Vegetație anuală la limita mareei, Faleze cu vegetație de pe coastele atlantice și baltice, Dune mobile de-a lungul țărmului cu Ammophila arenaria („dune albe”), Dune de coastă fixe cu vegetație erbacee („dune gri”), Pajiști uscate europene, Pajiști calcaroase din nisipuri xerice, Păduri de fag Luzulo-Fagetum, Păduri de fag Asperulo-Fagetum, Păduri de stejar sau de stejar și carpen sub-atlantice și medio-europene de Carpinion betuli.
La baza desemnării sitului se află o specie protejată de  mamifere: Halichoerus grypus.